# جوليان كيلي
جوليان كيلي (بالإنجليزية: Julian Kelly)‏ (6 سبتمبر 1989 بمنطقة أنفيلد في المملكة المتحدة - ) هو لاعب كرة قدم بريطاني في مركز جناح ‏. لعب مع نادي أرسنال ونادي ريدنغ ونوتس كاونتي وغرانتهام تاون ‏ وCarlton Town F.C. ‏ ولينكولن سيتي أف سي وويكمب وندررز وسبالدينغ يونايتد ‏.

## وصلات خارجية
- جوليان كيلي على موقع قاعدة بيانات كرة القدم.إي يو (الإنجليزية)
- جوليان كيلي على موقع Soccerbase.com (لاعب) (الإنجليزية)